# Metolazone
Metolazone là một loại thuốc lợi tiểu giống thiazide được bán trên thị trường dưới tên thương hiệu Zytanix, Metoz, Zaroxolyn và Mykrox. Nó chủ yếu được sử dụng để điều trị suy tim sung huyết và tăng huyết áp. Metolazone gián tiếp làm giảm lượng nước được tái hấp thu vào máu qua thận, do đó lượng máu giảm và lượng nước tiểu tăng. Điều này làm giảm huyết áp và ngăn ngừa sự tích tụ chất lỏng dư thừa trong suy tim. Metolazone đôi khi được sử dụng cùng với thuốc lợi tiểu quai như furosemide hoặc bumetanide, nhưng những sự kết hợp hiệu quả cao này có thể dẫn đến mất nước và bất thường điện giải.
Nó được cấp bằng sáng chế vào năm 1966 và được chấp thuận cho sử dụng y tế vào năm 1974.

## Sử dụng trong y tế
Một trong những công dụng chính của metolazone là điều trị phù (giữ nước) liên quan đến suy tim sung huyết (CHF). Trong suy tim nhẹ, metolazone hoặc thuốc lợi tiểu khác có thể được sử dụng một mình, hoặc kết hợp với các thuốc lợi tiểu khác cho suy tim vừa hoặc nặng. Ngoài việc ngăn ngừa sự tích tụ chất lỏng, việc sử dụng metolazone có thể cho phép bệnh nhân thư giãn lượng hạn chế natri cần thiết. Mặc dù hầu hết các thuốc lợi tiểu thiazide mất hiệu quả trong suy thận, metolazone vẫn hoạt động ngay cả khi tốc độ lọc cầu thận (GFR) dưới 30-40 mL / phút (suy thận vừa).    Điều này mang lại cho nó một lợi thế đáng kể so với các thuốc lợi tiểu thiazide khác, vì suy thận và tim thường cùng tồn tại và góp phần giữ nước.
Metolazone cũng có thể được sử dụng trong bệnh thận, chẳng hạn như bệnh thận mạn tính hoặc hội chứng thận hư. Bệnh thận mãn tính gây ra tình trạng giữ nước dư thừa thường được điều trị bằng điều chỉnh chế độ ăn uống và thuốc lợi tiểu. Metolazone có thể được kết hợp với các thuốc lợi tiểu khác (điển hình là thuốc lợi tiểu quai) để điều trị kháng lợi tiểu trong suy tim sung huyết, bệnh thận mãn tính và hội chứng thận hư. Metolazone và thuốc lợi tiểu quai sẽ giúp tăng cường lợi tiểu trong việc sử dụng một trong hai tác nhân. Sử dụng sự kết hợp này, tác dụng lợi tiểu sẽ xảy ra ở hai phân đoạn khác nhau của nephron; cụ thể là thuốc lợi tiểu quai sẽ hoạt động ở quai Henle và metolazone sẽ tác dụng ở ống lượn xa. Metolazone thường được kê đơn bổ sung cho thuốc lợi tiểu quai. Metolazone có thể được sử dụng cho phù nề do xơ gan là tốt.
Công dụng chính khác của metolazone là điều trị tăng huyết áp (huyết áp cao). Thuốc lợi tiểu thiazide, mặc dù thường không phải là metolazone, nhưng thường được sử dụng một mình như điều trị đầu tay cho tăng huyết áp nhẹ. Chúng cũng được sử dụng kết hợp với các loại thuốc khác để điều trị tăng huyết áp khó điều trị hoặc nặng hơn. "Báo cáo thứ bảy của Ủy ban quốc gia chung về phòng ngừa, phát hiện, đánh giá và điều trị huyết áp cao" (JNC 7) khuyến cáo thuốc lợi tiểu thiazide là thuốc ban đầu để điều trị tăng huyết áp. Hydrochlorothiazide cho đến nay được sử dụng phổ biến nhất, vì nó được nghiên cứu tốt hơn và rẻ hơn (khoảng 4 lần) so với metolazone, mặc dù như đã đề cập ở trên metolazone được sử dụng ở bệnh nhân suy thận vừa.

## Độc tính
Vì thuốc lợi tiểu thiazide ảnh hưởng đến việc vận chuyển chất điện giải và nước trong thận, chúng có thể chịu trách nhiệm cho sự bất thường của cân bằng nước và mức độ điện giải. Loại bỏ quá nhiều chất lỏng có thể gây ra sự suy giảm thể tích và hạ huyết áp. Bất thường điện giải khác nhau có thể dẫn đến, trong đó có hạ natri máu (natri thấp), hạ kali máu (kali thấp), hạ clo máu (chloride thấp), hạ magie, tăng calci máu, và tăng acid uric máu. Những điều này có thể dẫn đến chóng mặt, đau đầu hoặc rối loạn nhịp tim (đánh trống ngực). Mặc dù nghiêm trọng, mặc dù hiếm gặp, tác dụng phụ bao gồm thiếu máu bất sản, viêm tụy, mất bạch cầu hạt và phù mạch. Metolazone, giống như các thuốc lợi tiểu thiazide khác, có thể làm lộ ra bệnh đái tháo đường tiềm ẩn hoặc làm trầm trọng thêm bệnh gút, đặc biệt là bằng cách tương tác với các loại thuốc dùng để điều trị bệnh gút. Ngoài ra, thuốc lợi tiểu thiazide, bao gồm metolazone, là sulfonamid; những người quá mẫn cảm với sulfonamid ("dị ứng sulfa") cũng có thể bị dị ứng với metolazone.

## Cơ chế hoạt động

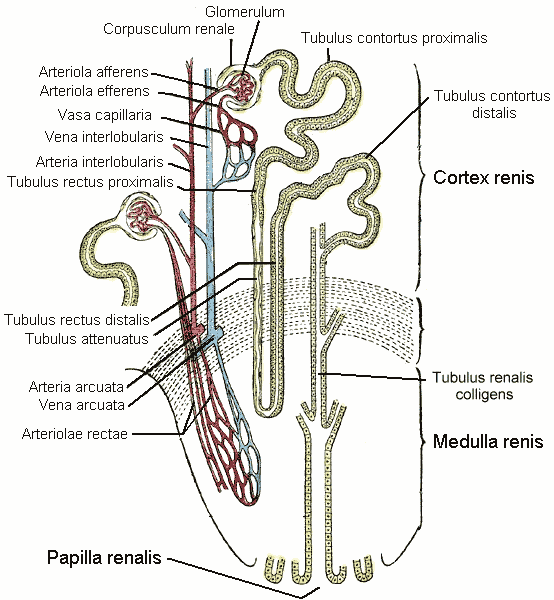
Sơ đồ của một nephron. Ống lượn xa được dán nhãn "ống xoắn thứ 2" (ống lượn gần là đầu tiên) trong hình minh họa này.

Mục tiêu chính của tất cả các thuốc lợi tiểu thiazide, bao gồm metolazone, là ống lượn xa, một phần của nephron trong thận, nơi chúng ức chế chất đối kháng natri-chloride.
Ở thận, máu được lọc vào lòng, hoặc không gian mở của ống thận. Bất cứ thứ gì còn lại trong ống sẽ đi đến bàng quang dưới dạng nước tiểu và cuối cùng được bài tiết. Các tế bào lót ống thận sửa đổi chất lỏng bên trong, hấp thụ một số vật liệu và bài tiết khác. Một bên của tế bào (phía đỉnh) phải đối mặt với lòng dạ; phía đối diện (phía cơ bản) phải đối mặt với khoảng kẽ gần các mạch máu. Các mặt khác được liên kết chặt chẽ với các tế bào lân cận.
Như với các khu vực khác, các tế bào ống lượn trong ống lượn phức tạp xa sở hữu ATP -powered natri - kali antiporter (Na + / K + -ATPase), trong đó sử dụng năng lượng từ ATP để chuyển ba ion natri ra khỏi bề mặt basolateral (đối với mạch máu) đồng thời chuyển hai ion kali trong. Các tế bào hình ống phức tạp ở xa cũng có một bộ cộng hưởng natri-chloride ở phía đỉnh, cho phép thụ động một ion natri và một ion chloride để cùng nhau khuếch tán từ trong lòng (nơi nước tiểu đang hình thành) vào bên trong tế bào. Khi natri được bơm ra khỏi tế bào bởi ATPase, nồng độ nội bào của nó giảm xuống và natri bổ sung bắt đầu khuếch tán từ lòng ống thận thay thế. Các symporter yêu cầu chloride cũng được vận chuyển. Nước một cách thụ động sau để duy trì đẳng trương; chloride và kali dư thừa khuếch tán thụ động ra khỏi tế bào thông qua các kênh cơ bản vào không gian kẽ và nước đi kèm với chúng. Nước và chloride, cũng như natri được ATPase bơm ra, sẽ được hấp thụ vào máu.
Metolazone và các thuốc lợi tiểu thiazide khác ức chế chức năng của bộ điều phối natri-chloride, ngăn natri và chloride, và do đó nước cũng rời khỏi lòng ống để đi vào tế bào ống. Kết quả là, nước vẫn còn trong lòng và được bài tiết dưới dạng nước tiểu, thay vì được tái hấp thu vào máu. Vì hầu hết natri trong lòng đã được tái hấp thu vào thời điểm dịch lọc đến ống lượn xa, thuốc lợi tiểu thiazide có tác dụng hạn chế đối với cân bằng nước và trên mức độ điện giải. Tuy nhiên, chúng có thể liên quan đến mức natri thấp, suy giảm thể tích và huyết áp thấp, trong số các tác dụng phụ khác.

## Dược động học
Metolazone chỉ có sẵn trong các chế phẩm uống. Khoảng 65% lượng ăn vào có sẵn trong máu. Thời gian bán hủy của nó là khoảng mười bốn giờ, tương tự như indapamide nhưng lâu hơn đáng kể so với hydrochlorothiazide. Metolazone mạnh gấp mười lần hydrochlorothiazide. Hình thức bài tiết chủ yếu là qua nước tiểu (khoảng 80%); thứ năm còn lại được chia đều giữa bài tiết mật và chuyển hóa thành các dạng không hoạt động.

## Hóa học
Việc sử dụng các dẫn xuất axit anthranilic kích hoạt tạo điều kiện cho việc điều chế các amit trong những trường hợp mà các amin không hợp lý hoặc khó thu được. 

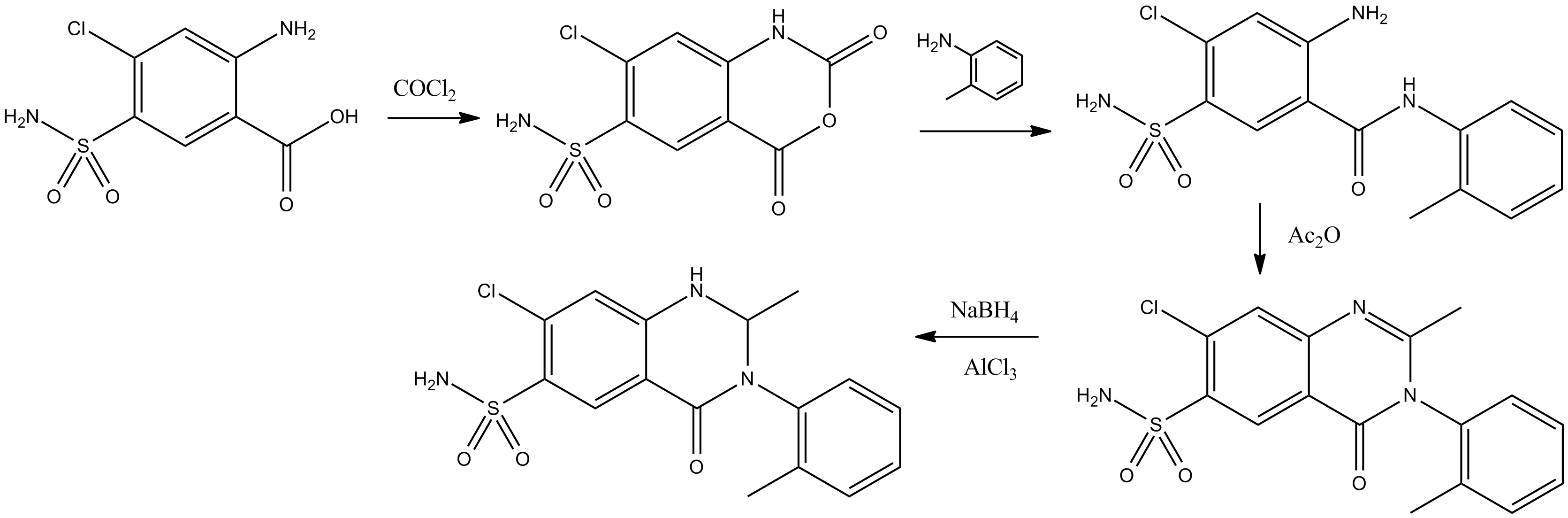
Trung tâm Metolazone:

Do đó, phản ứng của (1) với phosgene tạo ra phản ứng isydic anhydride (2). Ngưng tụ với ortho-toluidine dẫn đến sản phẩm acyl hóa (3) hình thành với sự mất đồng thời carbon dioxide. Điều này sau đó được chuyển thành quinazolone (4) bằng cách đun nóng với anhydrid acetic. Phản ứng với natri borohydride khi có mặt nhôm chloride chọn lọc làm giảm liên kết đôi để tạo ra chất lợi tiểu metolazone (5).

### Kết cấu
Metolazone là một quinazoline, một dẫn xuất của quinethazone lợi tiểu tương tự, cũng như một sulfonamid. Nó có liên quan đến các chất tương tự 1,2,4-benzothiadizine-1,1-dioxide (benzothiadiazine). Những loại thuốc này được gọi là benzothiadiazides, hoặc viết tắt là thiazide. Về mặt hóa học, metolazone không phải là một loại thuốc thay thế benzothiadiazine, và do đó về mặt kỹ thuật không phải là một thiazide. Tuy nhiên, vì metolazone, cũng như các loại thuốc khác như indapamide, hoạt động trên cùng một mục tiêu là thiazide và hoạt động theo kiểu dược lý tương tự, chúng được coi là "thuốc lợi tiểu giống thiazide". Do đó, chúng thường được bao gồm trong thuốc lợi tiểu thiazide mặc dù bản thân chúng không phải là thiazide.

## Lịch sử
Metolazone được phát triển vào những năm 1970. Tác giả của nó, nhà sinh hóa người Ấn Độ Bola Vithal Shetty đã hoạt động trong việc giúp Mỹ Food and Drug Administration ứng dụng rà soát ma túy, và trong sự phát triển các loại thuốc mới. Metolazone nhanh chóng trở nên phổ biến do độc tính trên thận thấp hơn so với các thuốc lợi tiểu khác (đặc biệt là thiazide) ở bệnh nhân mắc bệnh thận mạn tính.